# Бронетанковый корпус Шри-Ланки
Бронетанковый корпус Шри-Ланки в настоящее время состоит из шести регулярных полков и одного полка резервистов. Он также включает в себя отдельную бронетанковую бригаду. На вооружения корпуса стоят: танки Т-55, T-54AM, Тип 69; боевые машины пехоты БМП и бронетранспортёры БТР-80 и WZ551. Штаб-квартира корпуса — Военный лагерь Рок Хаус в Коломбо.

## История
С образованием Цейлонской армии 10 октября 1955 года был создан 1-й разведывательный кавалерийский эскадрон под командованием майора (впоследствии генерала) Д. С. Аттигалле, LVO, который позднее стал командующим армией Шри-Ланки. С его расширением до разведывательного полка в 1958 году Цейлон получил танковый корпус и первое бронированное подразделение армии Цейлона. 1-й разведывательный полк стал продолжателем традиций королевских гвардейских драгун британской армии. Штаб полка был переведен из казарм Эчелон в Военный лагерь Рок Хаус в Коломбо в 1957 году, где он и базируется до сих пор.
Бронетанковый корпус Цейлона в ряде случаев в 1950-х и 1960-х годов оказывал помощь при наводнениях и проведении внутренних операций по обеспечению безопасности. Корпус был развернут для ведения боевых действий против народного-освободительного фронта (Janatha Vimukthi Peramuna) во время восстания 1971 года, сначала в районе города Курунегала, а затем в районе города Анурадхапура. Когда Шри-Ланка стала республикой в 1972 году, корпус переименовали в Бронетанковый корпус Шри-Ланки.
В 1980-х годах с эскалацией гражданской войны на Шри-Ланке SLAC принял участие почти во всех крупных боевых операций в северных и восточных провинциях, а также размещался в южной части страны. Для снижения угрозы терроризма SLAC увеличил количество бронетехники и расширил штаты личного состава. Это привело к созданию отдельной бронетанковой бригады в 1988 году под командованием бригадира (впоследствии генерал-майор) И. Баларетнараджах, который стал первым командиром бронетанковой бригады, позднее он стал начальником штаба армии. Части танковой бригады: 3-й разведывательный полк был сформирован в 1988 году (переименован в 3-й бронетанковый полк в 2009 году) (первый бронетанковый полк в составе корпуса), 4-й бронетанковый полк был сформирован в 1991 году, затем 5-й полк в 1993 году и четыре полка усиления (6, 8, 9 и 10) в 1997, 1998 и 2008 годах. Командир бронетанковой бригады (директор бронетехники — англ. the commander of the armoured brigade/director armour) — это офицер бронетанкового корпуса в звании бригадира.
Первая резервная часть корпуса — 2-й полк был сформирован в 1979 году под командованием подполковника Джустейса Джаясекара (Eustace Jayasekara) с личным составом из Национального полка обеспечения. Он сменил название в 1989 году на 5-й резервный батальон Лёгкой пехоты Шри-Ланки. Позднее было создано нового резервное подразделение в составе корпуса: 7-й резервный полк.
В последние годы корпус создал подразделение для непосредственной поддержки и ремонта в бою. Данное подразделение имеет на вооружении БРЭМы и танковый мостоукалдчики. В 1998 году корпус получил президентский штандарт в знак признания его заслуг перед страной. В настоящее время корпус состоит из девяти регулярных полков, одного резервного полка и полкового оркестра.

## Подразделения

### Регулярные полки
- 1-й разведывательный полк SLAC — самый старый полк корпуса. Создан 10 октября 1955 года, первоначально состоял только из одного отряда. Личный состав набрали из других частей. Полк был полностью сформирован 15 декабря. Новобранцы проходили обучение в Кантонменте Дайяталава[англ.], сам полк расположился в казармах Эчелон. Полк первоначально располагал всего четырьмя британскими лёгкими бронеавтомобилями Скаут М1 и 20 мотоциклами с колясками, на которых были установлены пулемёты. В феврале 1956 поступило ещё 8 Скаутов М2. В начале 1956 отряд перебазировался в город Ридиягама для обучения. После обучения полк был переведён в военный лагерь Рок Хаус в 1957 году. Сразу после этого полк был переброшен на восток страны для помощи пострадавшим от наводнения, а позднее участвовал в операции по обеспечению безопасности. В 1959 году началось преобразование отряда в полк. Тогда же в полк поступает 12 Ферретов и партия Виллисов MD для перевозки пехоты. В 1960 году полк снова активно привлекается к операциям по обеспечению безопасности и поддержке гражданской администрации. В 1960-е годы спортсмены полка побеждают во многих армейских спортивных соревнованиях. В 1971 году полк активно участвует в подавлении восстания. В 1972 году в связи с этими событиями полк был существенно усилен. С 1973 по 1976 годы полк обеспечивал охрану судов над инсургентами. Полковое хозяйство в Калаттева сильно пострадало от засухи 1973—1976 годов. В 1976 году база полка в лагере Рок Хаус расширяется. В 1977 в связи с обстановкой в стране 3 роты перебрасываются на полуостров Джафна. Полк получает ещё 33 Скаута и 12 Саладинов. Между 1982 и 1985 полк так же получает бтры Сарацины и амфибии Сталварты[англ.]. Полк активно участвовал в всех военных операциях 1980-х годов. На 1987 год одна рота была расквартирована на севере острова, одна на востоке, две другие же с увеличением угроз были переброшены в города Коломбо и Гампаха. В 1990 году штаб-квартира полка переехала в Калаттева. С началом Второй Эламской войны рота А была переброшена в Палали, В — в Вавунию, С — в Тринкомали. В 1991 году штаб возвращается в Рок Хаус. В 1991 году полк вместе в 3-м бронетанковым активно участвует в операции Балавегайя. Это было первым употреблением бронетанковых сил в прямом столкновении с противником. Полк получает ещё по 6 Саладинов и Сарацинов. В 1992 тактический штаб перенесён в Пунани, при этом весь полк был расположен на севере и востоке страны. Хоть в 1994 тактический штаб и был перенесён обратно в Коломбо, роты оставались в зоне военных действий. В 1997 полк активно участвует в праздновании в 50-летии независимости. Были получены 11 российских БТР-80 (включая БТР-80А). 14 декабря 1998 года полк получил президентский штандарт. После штаб переехал в Вавунию, а сам полк в Канакарайякулам в составе 56-й дивизии. В 2001 году скончался «отец полка» — генерал Д. С. Аттигалле, полк участвовал в похоронах. Тогда же роту D снова перебрасывают в Валачченай, включая её в состав 232 бригады. В 2003 году рота из международного аэропорта Катунаяке возвращается в Рок Хаус. В 2004 году часть полка принимала участие в миротворческой миссии в Западной Сахаре. В июле 2006 года поступают 25 китайских бтров WZ551.Командир полка с февраля 2009 года подполковник Ботота.[1]
- 3-й бронетанковый полк SLAC — был создан 16 ноября 1988 года как разведывательный полк, являясь третьим полком корпуса по времени создания. Полк был создан на основе парка бронетехники и личного состава 1-го полка. Личный состав на 1988 год: 10 офицеров и 320 других военнослужащих. Парк: 12 Саладинов, 14 Сарацинов, 15 Скаутов и 1 Сталварт[англ.]. Штаб располагался в Рок Хаусе. Рота A — в городе Баталанда, рота Б — в Тринкомали. Почти сразу полк переводят в Анурадхапуру, штаб располагается в Тиссавева. 3 июля 1989 года полк размещается на базе учебного центра корпуса в Калаттева. 5 января 1990 года полк получил ещё 4-х Сарацинов. С 1991 года рота А располагается на полуострове Джафна. Полк перемещают в Хоровупотана, размещая вместе с 5-м резервным батальоном полка Гаджаба. Целью была защита приграничных населённых пунктов. 22 сентября в корпус поступили китайские бронетранспортёры Тип 85[англ.], их сразу направили в 3-й полк. В том же году поступили Тип-86. Роты А и В, вооружёнными новыми машинами, принимали активное участие в 1992 году в наступательной операции Ванни Викрама 3. Рота С тогда располагалась в Велиойя. 25 декабря 2009 года полк стал полноценным бронетанковым полком. Командиром с 12 декабря 2009 года является подполковник М. Г. Т. Д. Ратнасекара.[2]
- 4-й бронетанковый полк SLAC — создан 24 сентября 1991 года. Первоначально размещался в Рок Хаусе, однако уже 10 октября полк размещается в Тринкомали, в ангарном комплексе Чаппенбург. Там же получает морем из Чехии 25 танков Т-55, 2 брэмВТ-55 и 24 контейнера запчастей. Личный состав первоначально был взят из 1-го и 3-го полков, на октябрь 1991 года: 14 офицеров и 211 других военнослужащих. Обучение проводили чешские и британские специалисты. Благодаря огневой мощи танков и личной храбрости полк хорошо показал себя во время освобождения Джафны в 1995 году во время операции Ривереса. В 1996 штаб полка переводится из Тринкомали в Палали. В этом году полк хорошо себя зарекомендовал. В начале 1997 года тактический штаб и все 3 роты разворачиваются на военной базе Elephant Pass, оставив основной штаб в Тринкомали. Позднее рота С была отведена в регион Ванни. В 2001 году полк получил ещё 36 Т-55АМ2 с модернизированной системой управления огнём. С приходом новой техники в Канкесатурай была сформирована рота D. Сейчас полк больше остальных в корпусе занимается обучением личного состава. После войны рота А располагается в Тринкомали, В — в Муллайттиву (в составе штаб-квартиры сил безопасности — Муллайттиву), C — в Васавилане (в составе штаб-квартиры сил безопасности — Джафна). Командиром полка с 26 февраля 2009 года является майор Дж. В.Верагама.[3]
- 5-й полк SLAC — создан в ноябре 1993 года в качестве полка усиления в связи с расширением армии и увеличении военной силы для решения ряд а оперативных задач. Официально вошёл в состав корпуса 6 января 1994 года в лагере Рок Хаус. Это первый полк усиления в истории корпуса. Изначально численность составляла 29 офицеров и 742 других военнослужащих, позднее прибыло 515 новобранцев из центра подготовки пехоты. Таким образом к середине 1994 года подразделение было доведено до штатной численности и переброшено под командование 4-й бригады в Баттикалоа. Полк превратился в полноценный бронетанковый после того как в августе 1994 года получил 16 БМП с Украины (4 БМП-1, 4 БМП-2, 7 БМП-3 и БРЭМ-Л). 29 сентября 1995 года были получены ещё 30 китайских лёгких плавающих танков Тип-63-II. 17 октября 1995 года вместе с другими подразделениями армии Шри-Ланки роты A, B и D приняли участие в операции Ривереса. Полк участвовал почти во всех операциях в северной и восточной частях страны, особенно в гуманитарных операциях в регионе Ванни. Штаб-квартира полка перемещалась от Маннара через Велланкилам, Миланкавил, Пунарин и Парантан в Велламулливайккал, где полк и закончил войну. Сейчас 3 роты полка располагаются в Иранамаду и подчиняются штаб-квартире сил безопасности в Килиноччи, но штабная рота и другие подразделения располагаются в лагере Пангула. С 15 июля 2010 года командиром полка является подполковник С. Д. Миипагала.[4]
- 6-й полк SLAC (RFT) — создан как полк усиления 29 января 1997 года. Первоначально полк базировался на полуострове Джафна. Личный состав набранный из других полков прибыл в начале января (3-10 января) морем. Местом дислокации полка Штаб-квартира сил безопасности — Джафна определила Муслим Видайлаю в Джафне на Тафферс роуд. Полк изначально состоял из штаба и четырёх рот: A, B, C и D. Штабная рота расположилась в самой Муслим Видалайе в Джафне. Рота А — в Мантурае, В — на Госпитал роуд в Джафне, С — в Гурунагаре. Полк сразу включился в оперативную работу. В июне-июле полк получил 22 российских БТР-80 (включая БТР-80А), перебазировавшись при этом в Каллатева. В дальнейшем подразделение несло службу в качестве полноценного полка. 24 сентября 1999 года весь полк был перекинут в Омантай и Веллакветикулам. Тактический штаб 7 июля 2001 года был перекинут из Маннара в Палали на полуостров Джафна, а позднее находился в городе Канкесатурай. Получив партию бмп полк стал полноценный бронетанковым полком. Экипажи начали обучение 30 марта 2002 года. В 2003 году полк переводят в Сарасалай. Позднее полк был расформирован, а техника была передана в Механизированную бригаду. 2 августа 2007 года полк был восстановлен, снова как полк усиления. Позднее полк себя хорошо зарекомендовал как в боевых операциях, так и в спорте и в общественной деятельности. На 2011 год находился в состоянии переброски. С 11 декабря 2009 года командиром полка является майор К. М. П. С. Б. Кулатунга.[5]
- 8-й полк SLAC (RFT)
- 9-й полк SLAC (RFT)
- 10-й полк SLAC (RFT)
- Учебный центр бронетанкового корпуса (англ. The Armoured Corps Training Centre (ACTC)) был создан в 1984 году. Первым комендантом центра был майор П. А. Карунатиллеке. Целью создания центра было обучения специалистов для работы с бронетехникой корпуса. Однако в дальнейшем учебная программа была расширена и корпус стал использоваться для обучения и повышения квалификации всего личного состава корпуса. В 1986 году комендантом стал майор Дж. А.Чандрашири, в этом же году в учебный центр поступили южно-африканские бтры Buffel. Они были направлены для обучения водителей и наводчиков. Так же обучение происходило на основе отечественного бтра Уникон, созданного в том же году корпусом инженеров-электриков и механиков армии Шри-Ланки. В 1986 году центр приписали к Северной штаб-квартире сил безопасности. 1 января 1988 года центр открывает свою новую базу в Калаттева, где продолжает обучение. Учебный центр поддерживал отряд бронетехники из 56 Униконов, 32 Баффелов[англ.], 10 Сталвартов[англ.] и 10 Хосперов[англ.], который должен был находиться всегда в полной боевой готовности. В 1989 году началось строительство корпуса для обучения сержантов и уоррент-офицеров. С появлением в 1991 году в корпусе китайских бтров Тип 85[англ.], центр начал обучение и по ним. В 1996 году Отряд профессионального обучения был перебазирован в лагерь Клаппенбург в Тринкомали. Это было сделано для более эффективного обучения личного состава бронетранспортёров. В 1998 году открыта мемориальная библиотека генерал-лейтенанта Д. Коббакадува при непосредственном участии всей бригады и особенно учебного центра. В этом же году построены ещё несколько новых корпусов. В начале 2000-х появились стрелковые курсы для других частей армии Шри-Ланки. В 2004 году в школе профессиональной обучения в Тринкомали выделились два отдельных крыла: автомобильное и артиллерийское. С 2005 года центр сотрудничает с университетом Раджарата[англ.]. С того же года комендантом центра является подполковник В. А. К. Р. Виджевикрама.[6]

### Полки резерва
- 7-й полк SLAC